# Teemu Selänne
Teemu Ilmari Selänne (Helsinque, 7 de julho de 1970) é um ex-jogador profissional de hóquei no gelo finlandês. 
Após passar sua carreira de júnior no Jokerit da SM-liiga, entrou na NHL em 1992. Em sua temporada inicial no Winnipeg Jets, foi eleito novato do ano, quebrando o recorde de gols de um calouro. Em 1996 foi para o time pelo qual ficou mais famoso, o Mighty Ducks of Anaheim (rebatizado depois Anaheim Ducks), pelo qual foi campeão da Copa Stanley em 2007. Antes de se aposentar, Selänne foi o jogador mais velho em atividade na NHL, bem como o recordista de jogos, gols e pontos dos Ducks. Pela Seleção da Finlândia de Hóquei no Gelo, jogou em seis Olimpíadas – ganhando quatro medalhas, e sendo o maior artilheiro da história do torneio olímpico – e cinco mundiais. Selänne se aposentou em 2014, sendo sua última partida o jogo 7 das semifinais da Conferência Oeste. O Anaheim Ducks perdeu para o futuro campeão, o Los Angeles Kings, por 6-2 no dia 16 de maio.
No dia 11 de janeiro de 2015, tornou-se o primeiro jogador a ter seu número (camisa 8) aposentado na história da franquia dos Ducks.